# Dépistage auditif néonatal universel
Le dépistage auditif néonatal universel (UNHS), également appelé Détection et Intervention dans la petite enfance (EHDI), vise à détecter, à intervenir auprès de, et à suivre les bébés et les jeunes enfants sourds ou malentendants,. Sans exposition au langage aux premières années de la vie, les enfants auront des difficultés à développer leurs compétences linguistiques. Les programmes de dépistage permettent des diagnostics plus précoces, ce qui augmente les chances d’atteindre les objectifs relatifs au langage.
Ils utilisent généralement une méthode de test, soit l’émission otoacoustique (OAE) ou la réponse auditive automatique du tronc cérébral (AABR), pour dépister les nouveau-nés. Ces tests prennent environ 10 à 20 minutes et peuvent être effectués après de le premier jour de vie chez ceux qui ont au moins de 34 semaines de d’âge gestationnel. Souvent, l'OAE est utilisé en premier, suivi de l'AABR si le médecin a le moindre doute. Ce test peut être suivi d'un examen diagnostique . L’objectif est de dépister les bébés avant l’âge d’un mois et de mettre en place un traitement dès l’âge de six mois. Le dépistage est faussement positif dans environ 2 % des cas.
Le dépistage auditif néonatal universel est obligatoire dans de nombreux pays développés. Aux États-Unis, le dépistage universel de tous les nouveau-nés a été recommandé en 1993 par les Instituts nationaux de la santé NIH. Auparavant, l'âge typique au moment du diagnostic était d'environ 2 à 3 ans ,. Historiquement, les enfants nés avec une perte auditive ont obtenu de moins bons résultats scolaires, avec des compétences linguistiques insuffisantes et un fonctionnement social plus faibles. Toutefois, lorsque le diagnostic est posé à temps, les résultats sont similaires à ceux d’enfants ayant une audition normale. Depuis 2012, les programmes de dépistage universel étaient rares dans les pays en développement.